# Williams FW41
A Williams FW41 egy Formula–1-es versenyautó, amelyet a Williams F1 tervezett a 2018-as Formula–1 világbajnokságra. Két pilótája Lance Stroll és a tesztpilótából előléptetett Szergej Szirotkin voltak. A csapatnál kapott tesztpilótaként szereplési lehetőséget a több éves kihagyás után visszatérő Robert Kubica.

## Áttekintés
Előző évi szereplése után Felipe Massa végleg visszavonult, így helyére Szirotkin ülhetett be, és nagy meglepetésre Robert Kubica, aki tesztpilótaként segédkezett az autó tervezésénél. Az orosz pilóta leigazolásával szerződést kötöttek az SMP Racinggel is, mely a szezonközi fejlesztések finanszírozása miatt volt előnyös.
Az új autó az előző évihez képest átalakításokon esett át: az orr-rész lejtése hangsúlyosabbá vált, átdolgozták a légterelőket és az oldaldobozokat. Eltűnt a meghosszabbított motorborítás ("cápauszony"), felkerült viszont a kötelezően alkalmazandó fejvédő keret ("glória"). A csapat főszponzora ebben az évben is - utoljára - a Martini volt.
Szirotkin újoncként a 35-ös számot választotta.

## A szezon
Az már a szezont megelőző teszteken is látszott, hogy komoly gondok vannak a konstrukcióval. A legnagyobb probléma az aerodinamikailag áttervezett padlólemez volt: tervezési hiányosságok miatt az autót egész egyszerűen vezethetetlenné tette. Kubica is sokat panaszkodott erre, majd a versenyzők is, hogy az FW41-es pályán tartása számukra a legnagyobb kihívás. A tempó is jelentősen elmaradt a várttól. Stroll részéről merült még fel problémaként a rejtélyes módon melegedő ülés.
A csapat 7 ponttal a bajnokság utolsó, tizedik helyén végzett 2018-ban, Strollnak az azerbajdzsáni és az olasz, Szirotkinnak pedig szintén az olasz nagydíjon sikerült pontot szereznie (Szirotkin egyetlen pontja volt az évben, amit úgy szerzett, hogy Romain Grosjeant diszkvalifikálták, s így egy helyet előrébb lépett).
Az autó mind a 2022-es Formula-1 miami nagydíj, mind a 2022-es Formula-1 amerikai nagydíj alkalmából speciális festést kapott, és így mutatták be a nagyközönségnek. Előbbi esetben egy különleges graffiti-mintát, utóbbi esetben pedig a csillagos-sávos amerikai lobogóra emlékeztető külsőt kapott.

## Eredmények
| Év   | Csapat                  | Motor    | Gumik | Pilóták           | Versenyek | Versenyek | Versenyek | Versenyek | Versenyek | Versenyek | Versenyek | Versenyek | Versenyek | Versenyek | Versenyek | Versenyek | Versenyek | Versenyek | Versenyek | Versenyek | Versenyek | Versenyek | Versenyek | Versenyek | Versenyek | Pontok | Helyezés |
| Év   | Csapat                  | Motor    | Gumik | Pilóták           | AUS       | BHR       | CHN       | AZE       | ESP       | MON       | CAN       | FRA       | AUT       | GBR       | GER       | HUN       | BEL       | ITA       | SIN       | RUS       | JPN       | USA       | MEX       | BRA       | ABU       | Pontok | Helyezés |
| ---- | ----------------------- | -------- | ----- | ----------------- | --------- | --------- | --------- | --------- | --------- | --------- | --------- | --------- | --------- | --------- | --------- | --------- | --------- | --------- | --------- | --------- | --------- | --------- | --------- | --------- | --------- | ------ | -------- |
| 2018 | Williams Martini Racing | Mercedes | P     | Szergej Szirotkin | KI        | 15        | 15        | KI        | 14        | 16        | 17        | 15        | 13        | 14        | KI        | 16        | 12        | 10        | 19        | 18        | 16        | 13        | 13        | 16        | 15        | 7      | 10.      |
| 2018 | Williams Martini Racing | Mercedes | P     | Lance Stroll      | 14        | 14        | 14        | 8         | 11        | 17        | KI        | 17†       | 14        | 12        | KI        | 17        | 13        | 9         | 14        | 15        | 17        | 14        | 12        | 18        | 13        | 7      | 10.      |